# Standard Bank

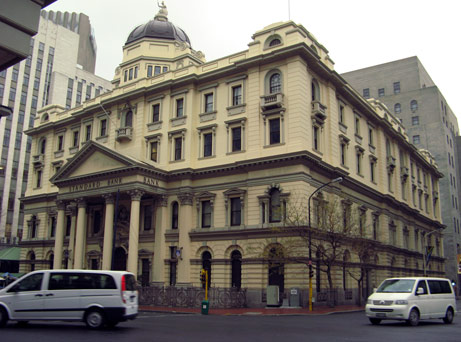
Une banque au Cap

Standard Bank Group Limited est une importante banque sud-africaine présente dans 38 pays dont 18 en Afrique. Son siège se situe à Johannesburg.

## Histoire
Historiquement, c'était la filiale nommée Standard Bank of South Africa qui appartenait à la banque britannique Standard Bank.
En juillet 2016, le bureau de représentation de la Standard Bank en Côte d'ivoire ouvert en novembre 2013 se transforme en filiale du groupe grâce à l'obtention d'une licence bancaire, et opère dès lors sous le nom de Stanbic Côte d’Ivoire,. Cette entrée en Côte d'ivoire signe l'ambition de la banque de se déployer en Afrique francophone. La même année, la banque ouvre une filiale au Sénégal.
En 2016, selon le top 1000 des banques dans le monde, The Banker classe la Standard Bank à la 160e, une position moyenne mais qui fait de la banque la première d'Afrique. En septembre 2017, Sim Tshabalala est nommé CEO de la Standard Bank.
En 2018, la Commission de la concurrence d'Afrique du Sud accuse la Standard Bank d'abus de procédure lorsque cette dernière poursuit la commission pour accéder à ses dossiers d'investigation sur une affaire de montage autour du forex.
En juillet 2021, Standard Bank annonce faire passer sa participation dans Liberty Holdings, une entreprise sudafricaine d'assurance, de 54 % à 100 %, pour 594 millions de dollars.

## Capital
La Standard Bank est détenue à 20,1% par la Industrial and Commercial Bank of China et à 11,9% par le fonds de gestion des pensions du secteur public sud-africain PIC.